# Hemigymnus fasciatus

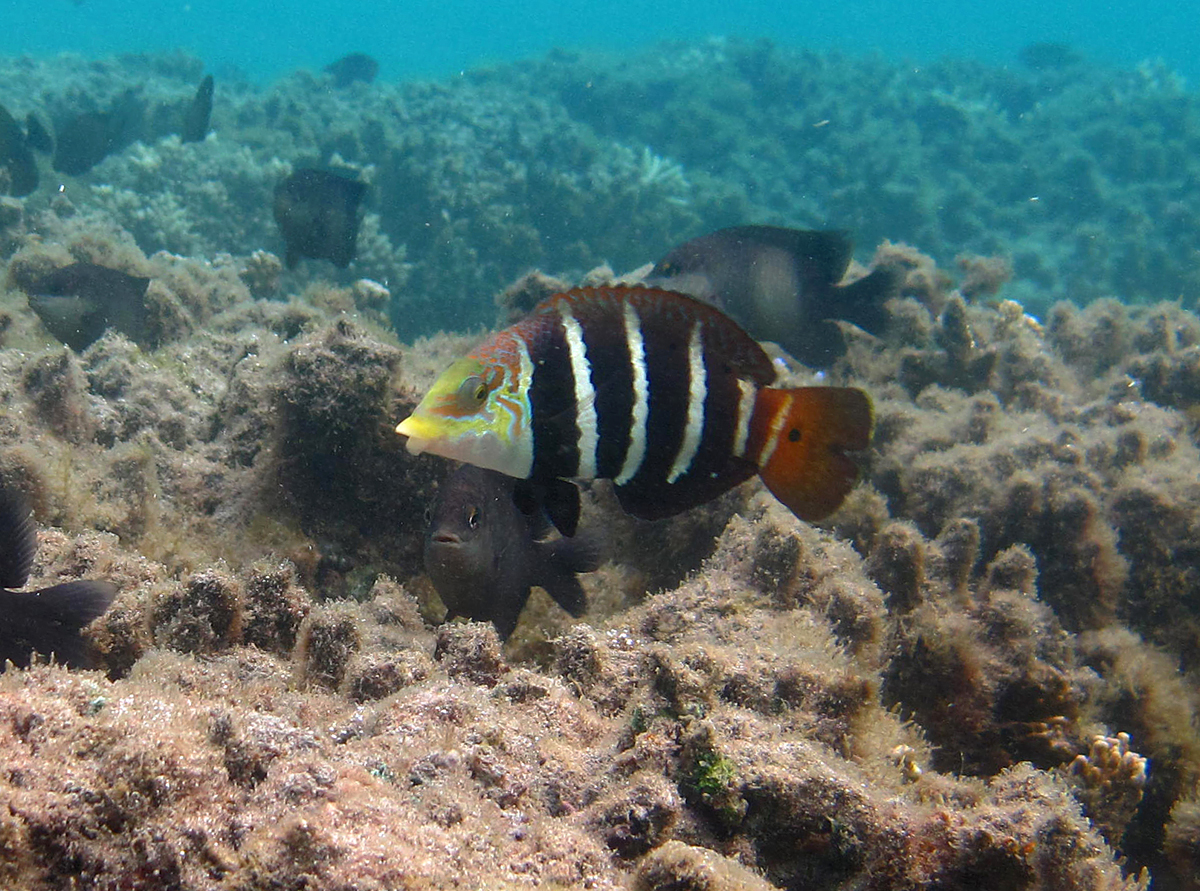
Hemigymnus fasciatus a Riunione

Hemigymnus fasciatus (Bloch, 1792) è un pesce di acqua salata appartenente alla famiglia Labridae.

## Distribuzione e habitat
Proviene dalle barriere coralline dell'oceano Pacifico, dell'oceano Indiano e del Mar Rosso. Le località dove è stato ritrovato sono: coste del Mozambico, Tahiti, Seychelles, Aldabra, Riunione, Chagos, Mauritius, coste del Kenya. Vive in profondità che variano dagli 1 ai 35 m.

## Descrizione
Presenta un corpo di forma ovale, piuttosto compresso lateralmente ed abbastanza alto, con la testa grossa, nell'insieme tozzo. La livrea cambia nel corso della vita del pesce: i giovani sono marroni - nerastri, con il corpo attraversato da fasce verticali bianche.
I maschi adulti, invece, presentano la stessa colorazione dei giovani sul corpo, mentre la loro testa è verde - giallastra con disegni rossi dai bordi azzurri irregolari. La parte anteriore del dorso è ricoperta da puntini azzurri. La pinna dorsale e la pinna anale sono basse e lunghe, azzurre e nere. Le pinne pelviche sono verdi, quelle pettorali trasparenti. La pinna caudale ha il margine dritto. Non supera gli 80 cm.

## Biologia

### Comportamento
I giovani di solito sono solitari, mentre a volte si possono osservare gli adulti nuotare in banchi di pochi esemplari.

### Alimentazione
Ha una dieta prevalentemente carnivora, composta solitamente da invertebrati marini, soprattutto crostacei come anfipodi, copepodi (Harpacticoida), granchi, stomatopodi, gamberetti, ostracodi, isopodi, in particolare crostacei della famiglia Galatheidae. Inoltre si nutre di molluschi, specialmente chitoni, di policheti, echinodermi e di tunicati come le spugne.

### Riproduzione
È oviparo e la fecondazione è esterna. Per la riproduzione gli adulti si radunano in piccoli gruppi.

## Conservazione
La lista rossa IUCN classifica questo pesce come "a rischio minimo" (LC) perché ha un areale ampio e non è minacciato da nessuno pericolo a parte l'occasionale pesca per l'acquariofilia.